# Новая Нубария
Новая Нубария или Ан-Нубария-эль-Гедида (араб. النوبارية الجديدة‎) — город на севере Египта, расположенный на территории мухафазы Бухейра. Административно входит в состав Управления новых городских сообществ. Основан Указом премьер-министра Египта № 375 от 1986 г. Город Нубария был назван в честь канала Нубария, на западной стороне которого он расположен, который, в свою очередь, был назван в честь своего создателя Нубар-паши, первого премьер-министра современного Египта.
Изначально Новая Нубария состояла из двух жилых районов, первый на 960 единиц жилья, второй — на тысячу единиц, включая три крупные мечети. В 2008 году президент Хосни Мубарак запустил проект «Строю свой дом», который способствовал увеличению жилых районов города за счет строительства трёх кварталов (A, B и C) на западной стороне нефтепровода Сумед.

## Географическое положение
Город находится в западной части мухафазы, на западной окраине дельты Нила, на расстоянии приблизительно 160 километров к северо-западу от Каира и в 79 км от Александрии, на Пустынном шоссе Каир-Александрия.

## Демография
Согласно последней официальной переписи 2006 года, население Новой Нубарии составляло 5321 человек. По оценке 2021 года население увеличилось до 23 282 человек.
Динамика численности населения города по годам:

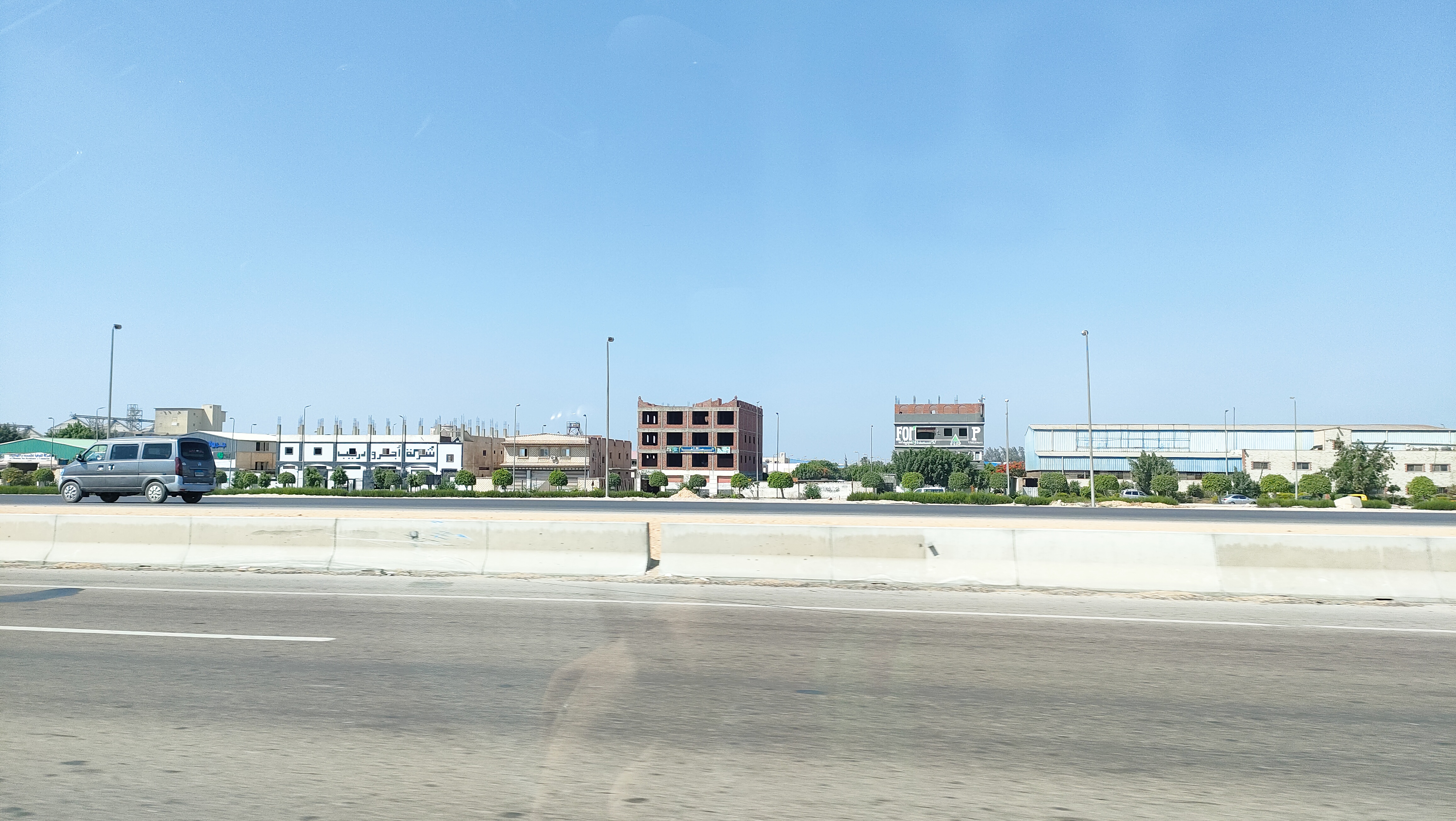
Промышленный район города

| 1996 | 2006  | 2018   | 2021   |
| ---- | ----- | ------ | ------ |
| 885  | 5 321 | 20 369 | 23 282 |

## Транспорт
Ближайший крупный гражданский аэропорт — Международный аэропорт Александрии.